# 3828 Hoshino
3828 Hoshino este un asteroid din centura principală, descoperit pe 22 noiembrie 1986 de Kenzō Suzuki și Takeshi Urata.